# Cantó de Lo Mont-Nord
El cantó de Lo Mont-Nord és un cantó francès al districte de Mont de Marsan (departament de les Landes) que inclou nou municipis: Bausten, Campet e la Molèra, Galhèra, Gelós, Luc Bardés e Bargas, Lo Mont de Marsan (capital), Sent Avit, Sent Martin d'Onei i Uishac e Parentís.
| Data d'elecció                           | Identitat         | Partit | Qualitat |
| ---------------------------------------- | ----------------- | ------ | -------- |
| 1979-1989                                | Philippe Labeyrie | PS     |          |
| 1989-1992                                | Christian Cazade  | PS     |          |
| 1992-1995                                | Jean Bertrand     | UDF    |          |
| 1995-                                    | Christian Cazade  | PS     |          |
| les dades anteriors no són pas conegudes |                   |        |          |
|                                          |                   |        |          |

| 1962 | 1968 | 1975 | 1982 | 1990 | 1999 | 2006   |
| ---- | ---- | ---- | ---- | ---- | ---- | ------ |
| -    | -    | -    | -    | -    | -    | 18.501 |